# Kvarntjärnet (Södra Finnskoga socken, Värmland, 673225-133005)
Kvarntjärnet är en sjö i Torsby kommun i Värmland och ingår i Göta älvs huvudavrinningsområde. Sjön är 9,7 meter djup, har en yta på 0,019 kvadratkilometer och är belägen 345 meter över havet.